# بردگوریهای تنگ قراب ۱ و ۲
بردگوریهای تنگ قراب ۱ و ۲ در شهرستان اردل، بخش مرکزی، روستای قراب واقع شده و این اثر در تاریخ ۲۴ فروردین ۱۳۸۲ با شمارهٔ ثبت ۸۱۹۳ به‌عنوان یکی از آثار ملی ایران به ثبت رسیده است.